# Stipa pauciciliata
Stipa pauciciliata là một loài thực vật có hoa trong họ Hòa thảo. Loài này được (Roseng. & Izag.) Roseng., B.R.Arrill. & Izag. miêu tả khoa học đầu tiên năm 1970.